# فرانك شولمان
فرانك شولمان (بالإنجليزية: Frank Schulman)‏ هو كاتب أمريكي، ولد في 1926، وتوفي في 2006.